# The Two Brothers
The Two Brothers er en amerikansk stumfilm fra 1910 af D. W. Griffith.

## Medvirkende
- Arthur V. Johnson som Jose
- Dell Henderson som Manuel
- Kate Bruce
- Marion Leonard
- Charles West